# ژولی طلایی
ژولی طلایی (نام علمی: Julidochromis ornatus) گونه‌ای سیچلاید بومی دریاچه تانگانیکا است که فقط در سواحل شمالی و جنوبی دریاچه در محیط‌های صخره‌ای یافت می‌شود. این گونه تا ۸٫۵ سانتیمتر (۳٫۳ اینچ) TL رشد می‌کند.